# Artele decorative neoegiptene

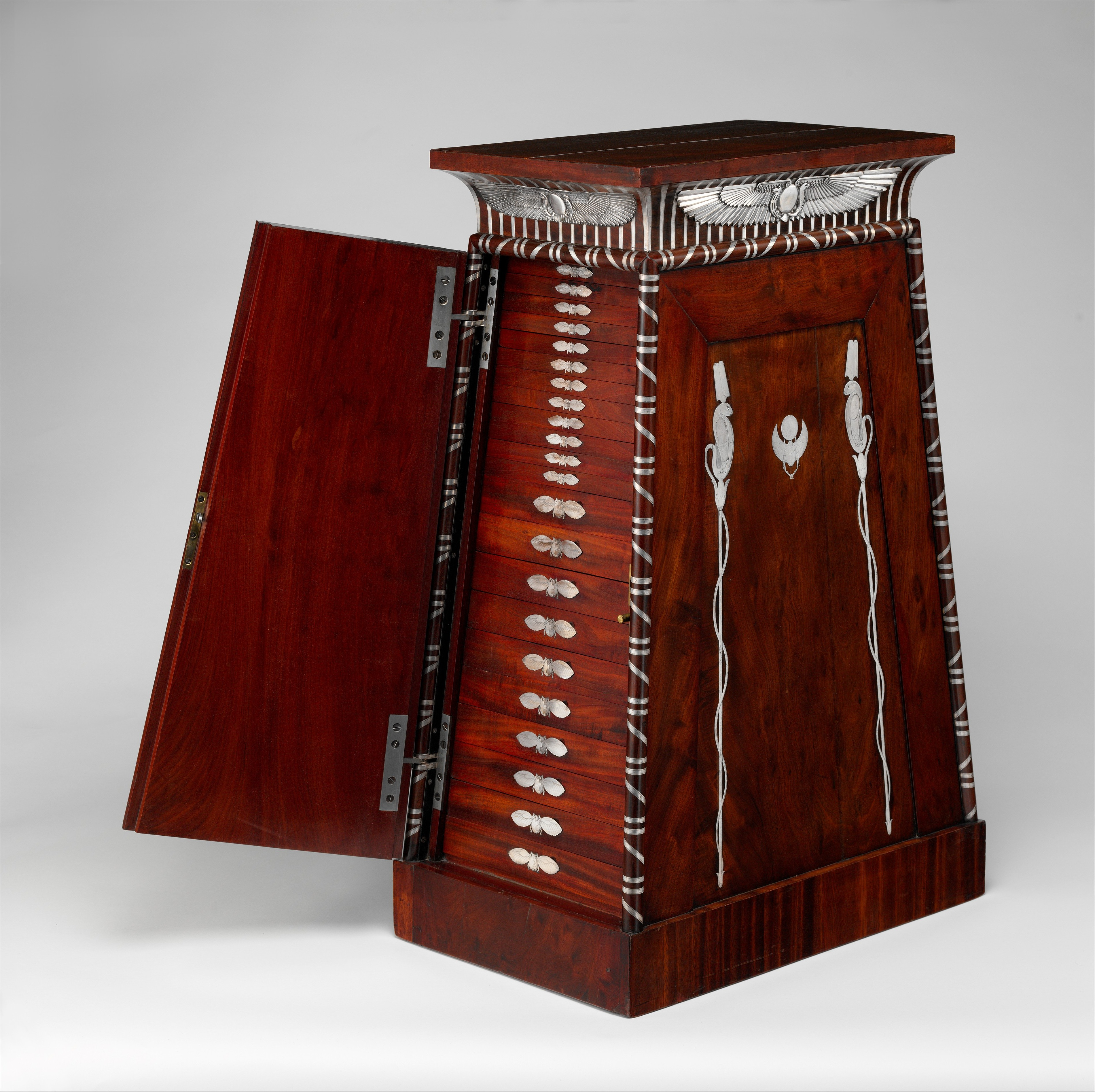
Dulap de monede neoegiptean; de François-Honoré-Georges Jacob-Desmalter; 1809-1819; mahon cu argint; 90.2 x 50.2 x 37.5 cm; Muzeul Metropolitan de Artă (New York City)

Artele decorative neoegiptene sunt un stil în arta vestică, în principal al începutul secolului al XIX-lea, în care motive egiptene sunt aplicate unei mari varietăți de obiecte din categoria artelor decorative.
Entuziasmul pentru arta Egiptului Antic este în general atribuit emoției pentru cucerirea Egiptului de către Napoleon și, în Marea Britanie, înfrângerii amiralului Nelson de Napoleon la bătălia de pe Nil din 1798. Napoleon a luat o expediție științifică cu el în Egipt. Publicarea operei expediției, Description de l’Égypte, a început în 1809 și a apărut într-o serie în 1826, inspirând totul, de la canapele cu sfincși pentru picioare, până la seturi de ceai pictate cu piramide.
Arta neoegipteană nu era foarte popular în artele decorative americane de-a lungul secolului al XIX-lea, continuând în anii’ 1920. Motivele principale ale artei egiptene, cum ar fi obeliscurile, hieroglifele, sfinxul și piramidele, au fost folosite în diverse medii artistice, inclusiv în arhitectură, mobilă, ceramică și argintărie. Motivele egiptene au oferit o alternativă exotică la stilurile mai tradiționale ale zilei. De-a lungul secolului al XIX-lea, gusturile americane au evoluat de la o estetică extrem de ornamentată la un simț decorativ mai simplu și mai liber; vocabularul artei antice egiptene ar fi interpretat și adaptat în moduri diferite, în funcție de standardele și motivațiile vremii.
Descoperiri ulterioare au dus la mici învieri ale stilului.

## Galerie

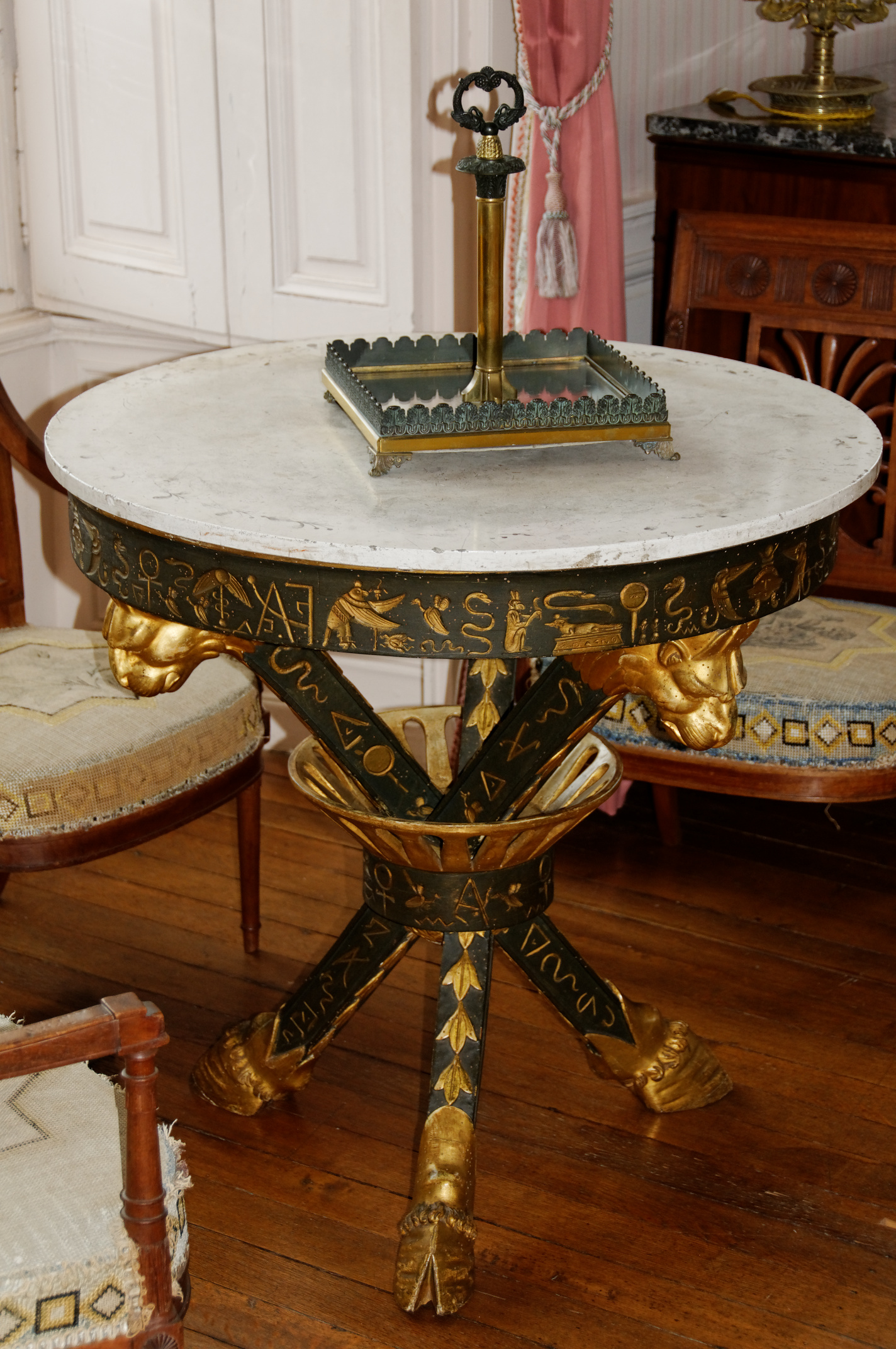
Masă cu capete de lei, în Castelul Valençay (Valençay, Franța)
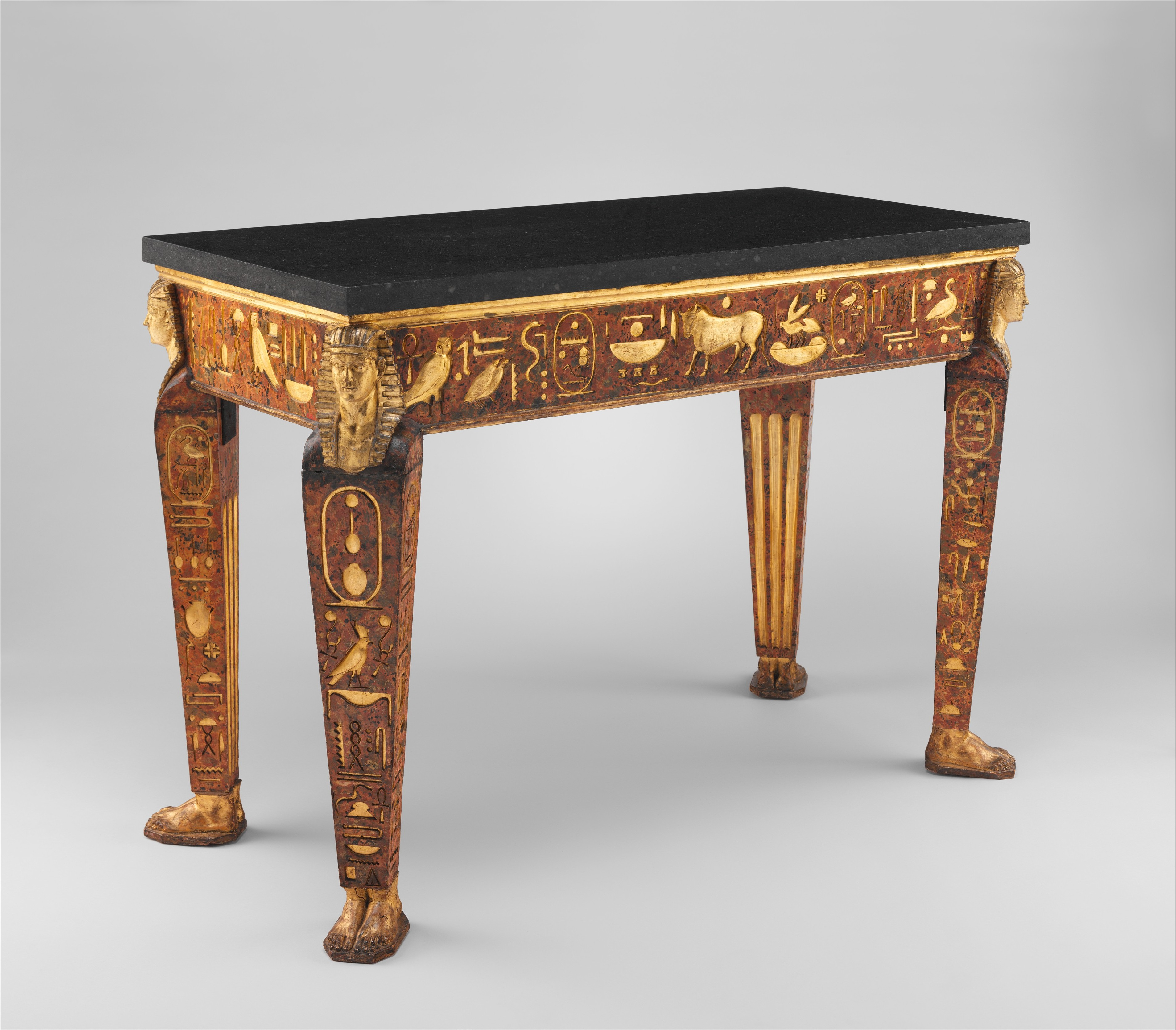
Masă; 1775-1780; lemn sculptat, vopsit și în parțial aurit, și un blat de granit negru (nu e original); 89,9 x 123,5 x 58,4 cm; Muzeul Metropolitan de Artă (New York City)
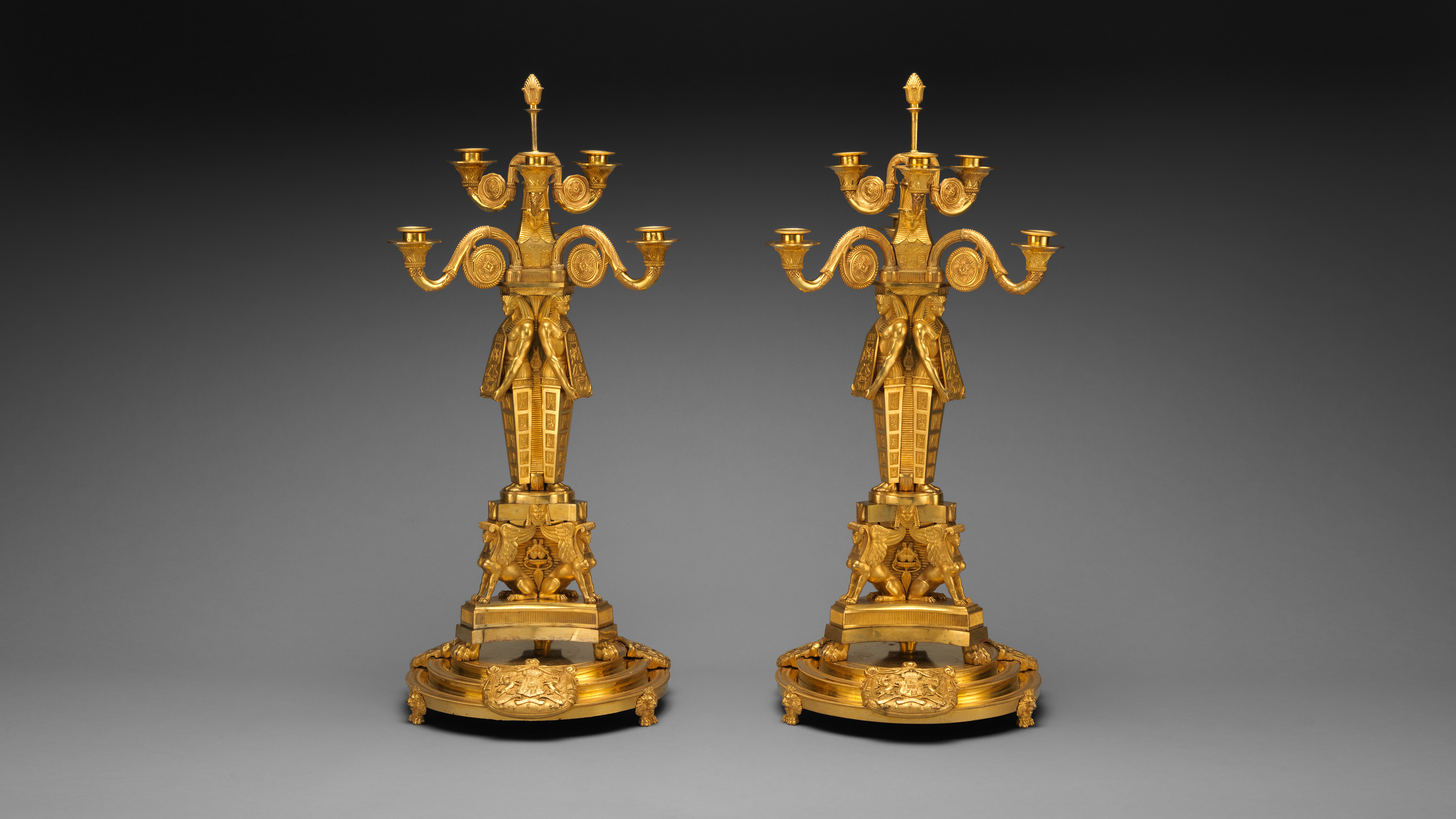
Pereche de sfeșnice britanice; 1802-1806; bronz aurit; greutatea unui sfeșnic: 19,1 kg; Muzeul Metropolitan de Artă
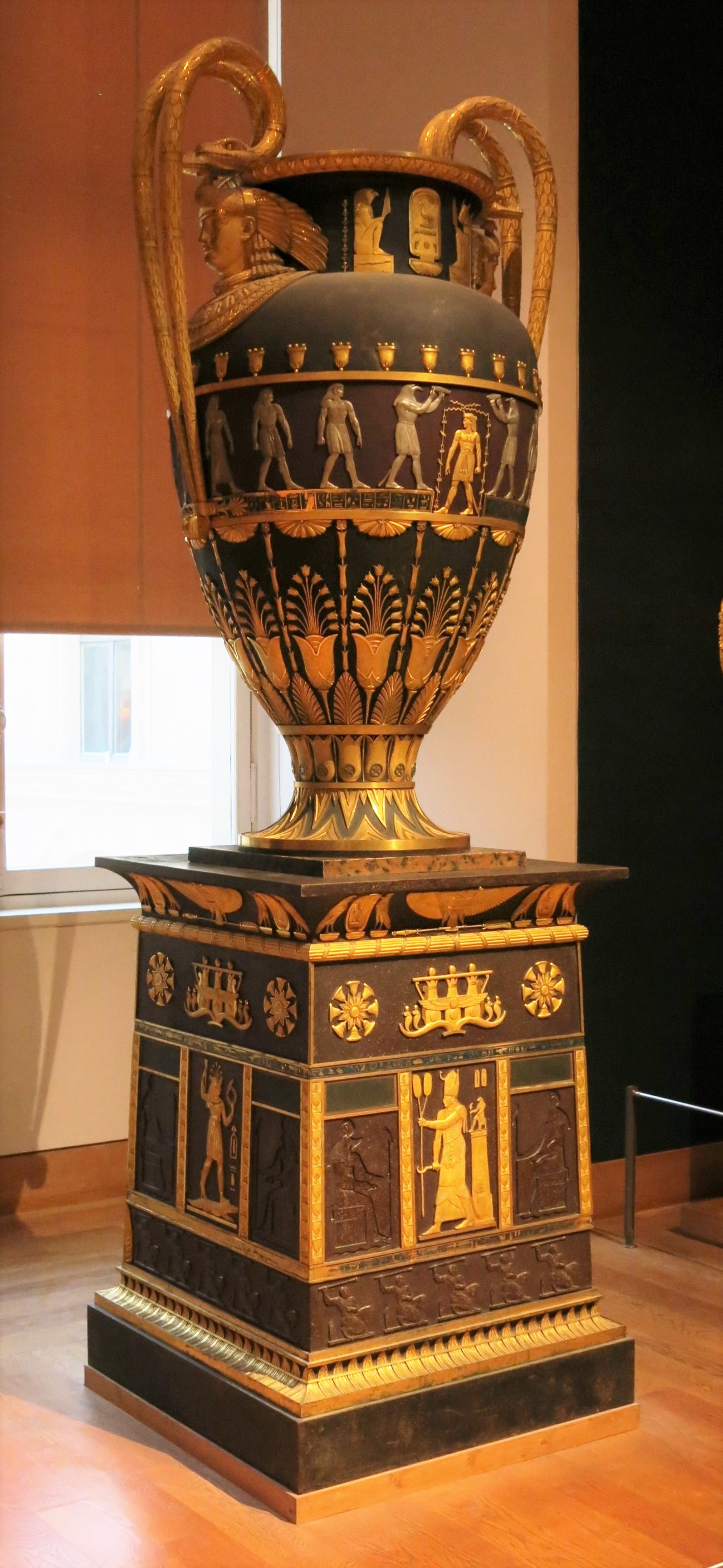
Vas în stilul Empire cu piedestal; 1804–1806; foaie lăcuită și bronz aurit; înălțime: 1,80 m, adâncime: 0,95 m; Luvru
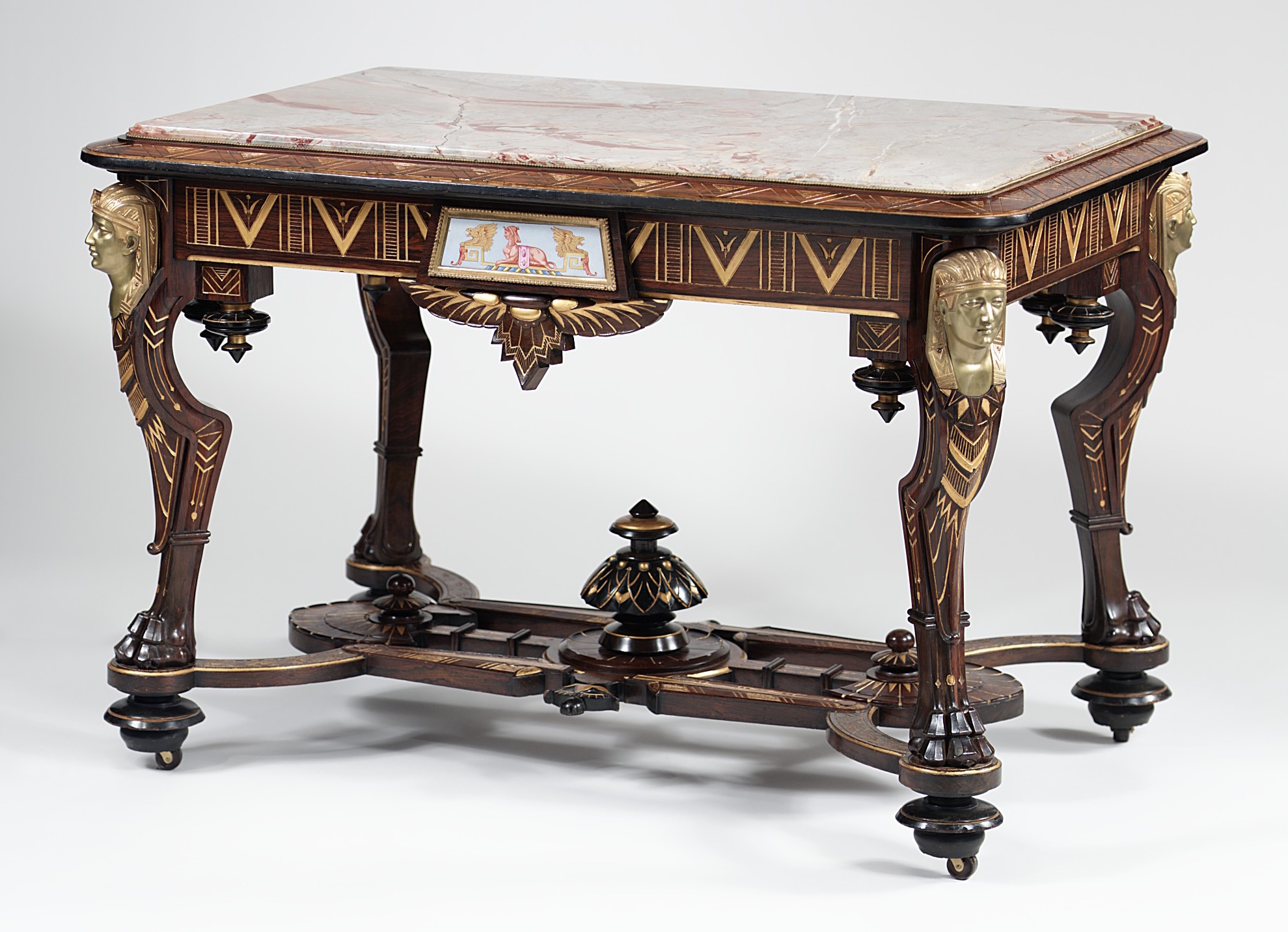
Masă centrală; 1870–1875; lemn de trandafir, nuc și marmură; 79,4 x 119,9 x 78,7 cm; Muzeul Metropolitan de Artă
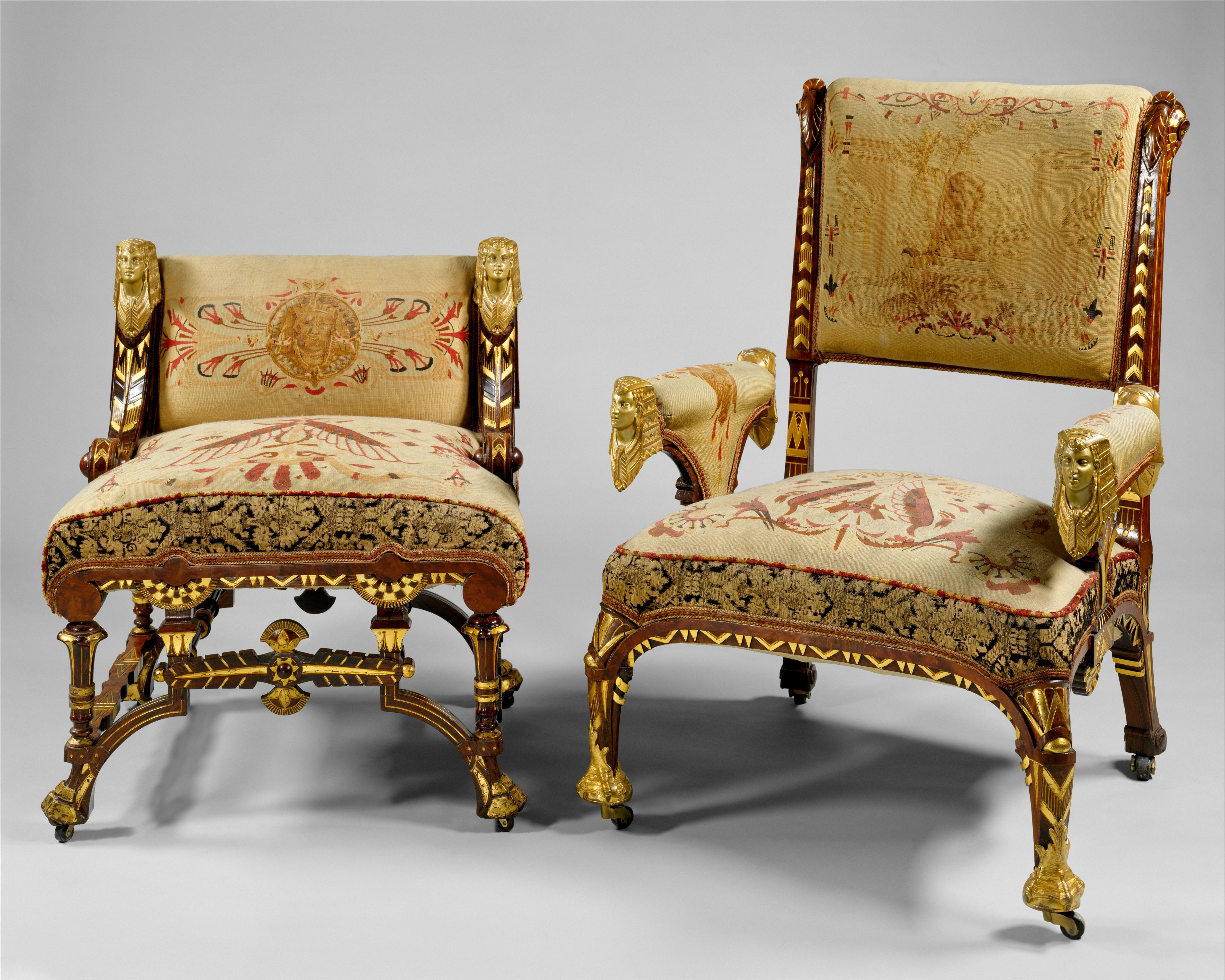
Scaun și fotoliu; 1870-1875; diverse materiale; diverse dimensiuni; Muzeul Metropolitan de Artă
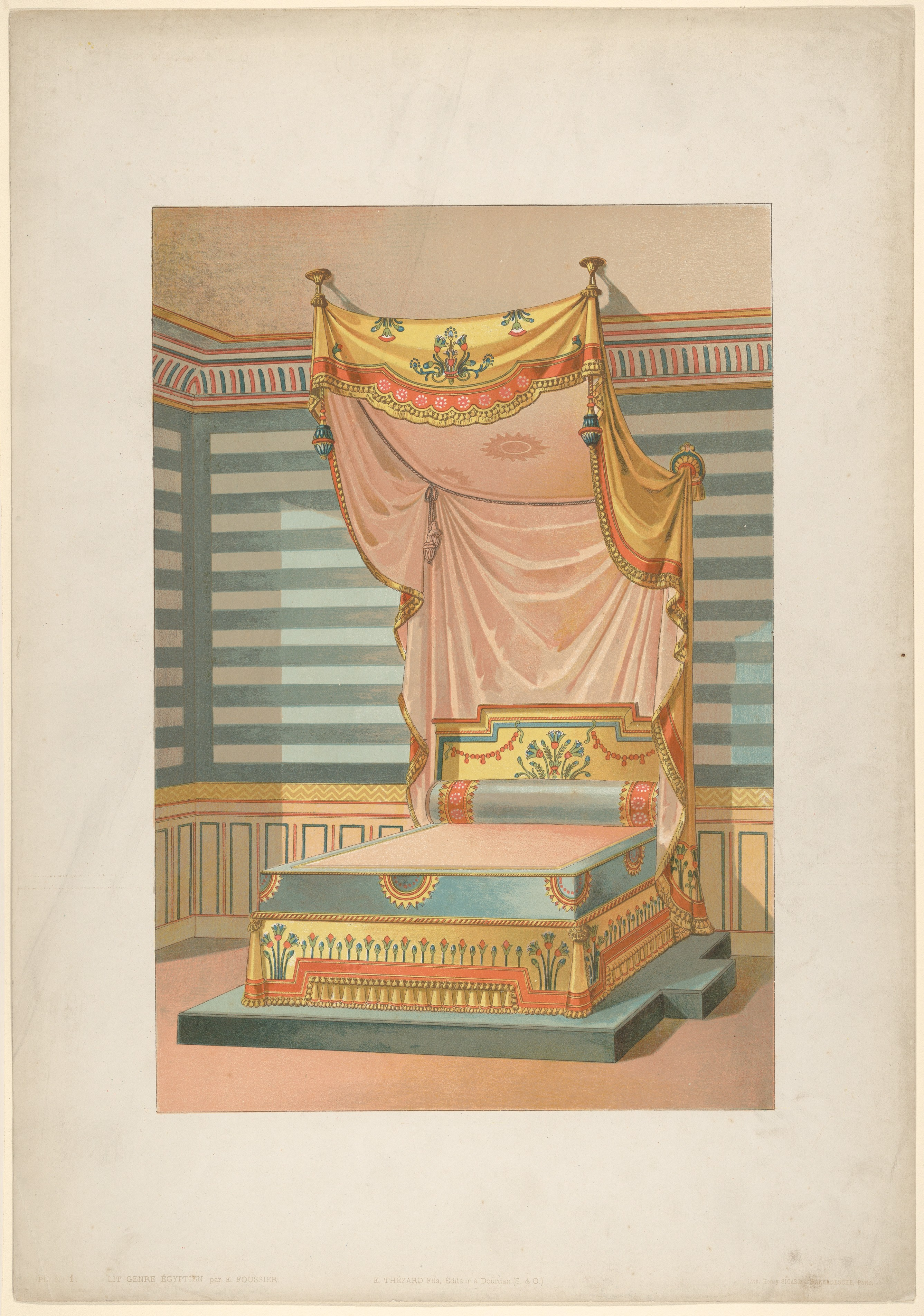
Pat din „Nouveaux modèles de Tentures (Bibliothèque de l'Ameublement)”; 1775-1780; litografie color; dimensiunile foii: 47 × 32,8 cm, dimensiunile imaginii: 33 × 22,5 cm; Muzeul Metropolitan de Artă
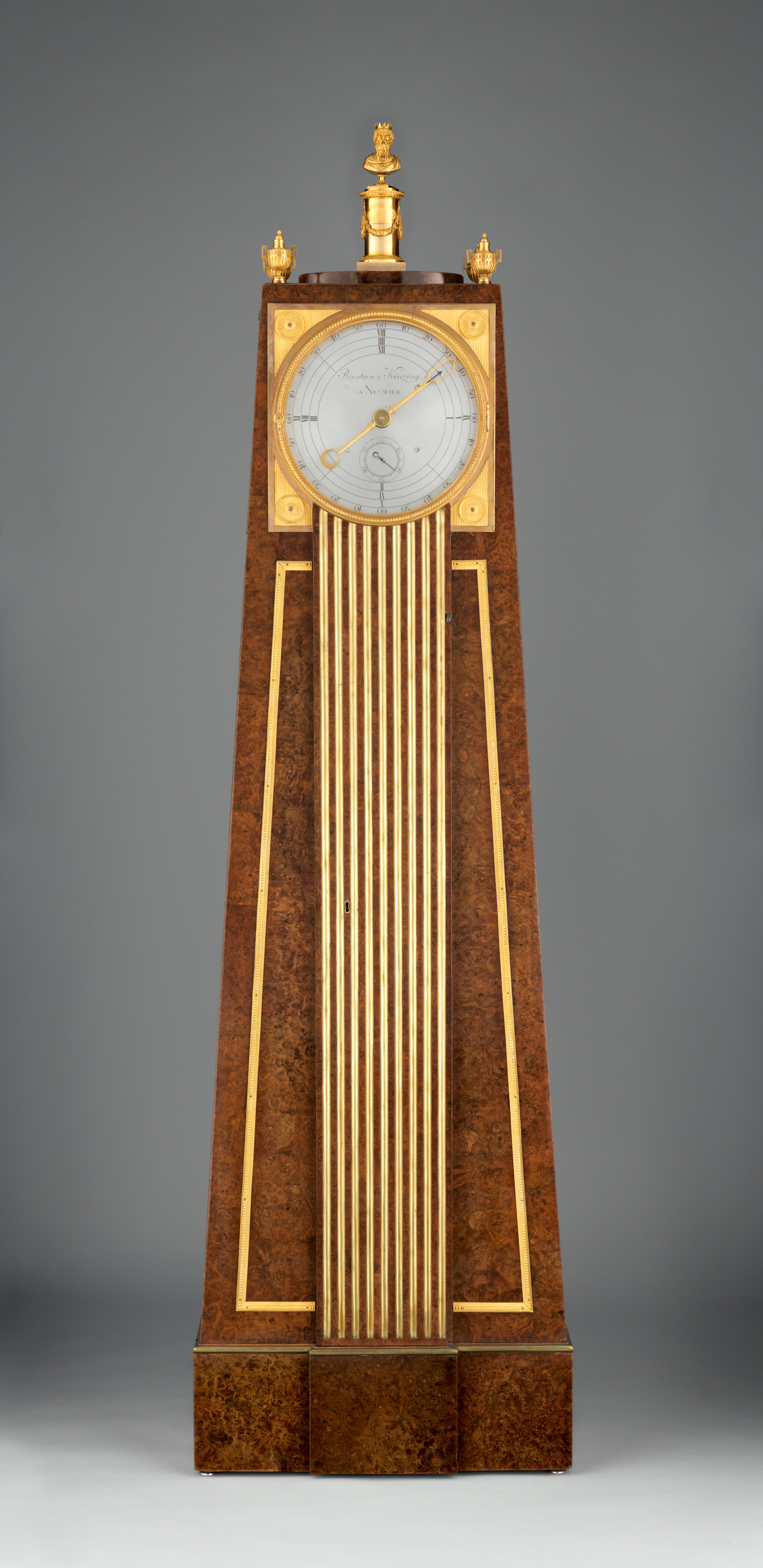
Ceas obelisc; circa 1785-1790; lemn, bronz aurit, argint, și oțel; 190,5 × 53,7 × 19,3 cm; Muzeul Metropolitan de Artă
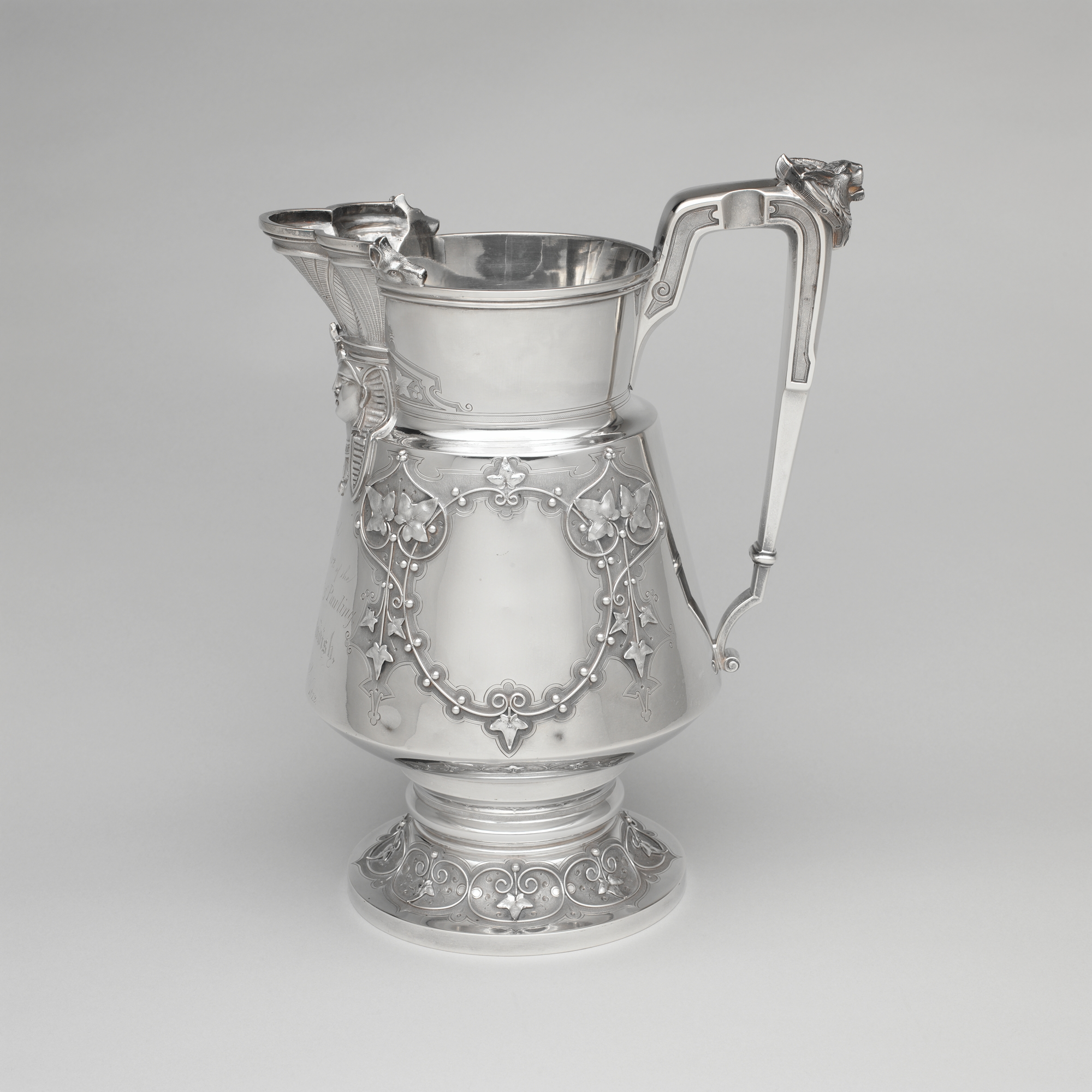
Ulcior; circa 1872; argint; per total: 28.6 x 15.6 x 21.9 cm; Muzeul Metropolitan de Artă
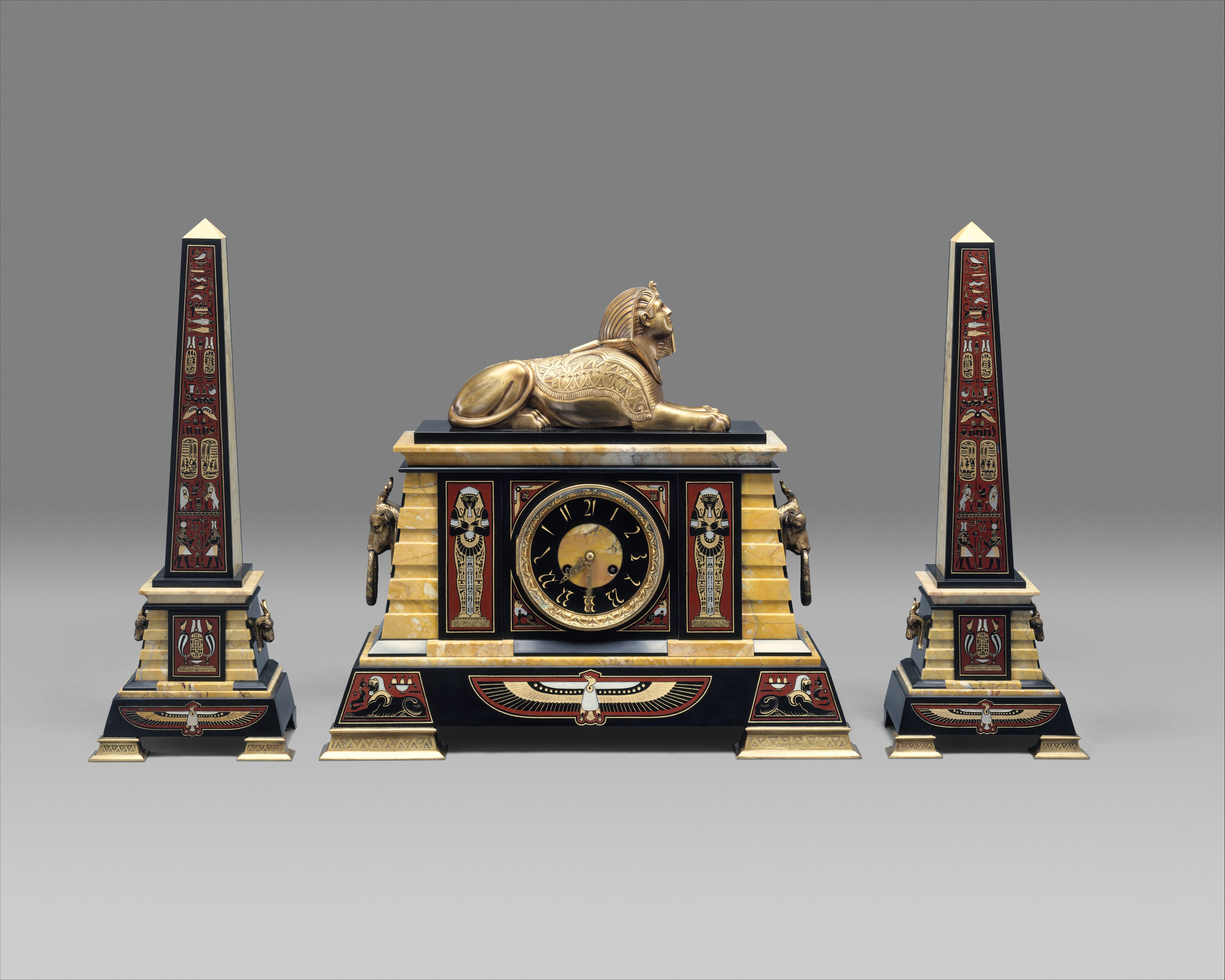
Ceas; de Tiffany & Co.; circa 1885; marmură și bronz; 46 x 51.1 x 19.7 cm; Muzeul Metropolitan de Artă
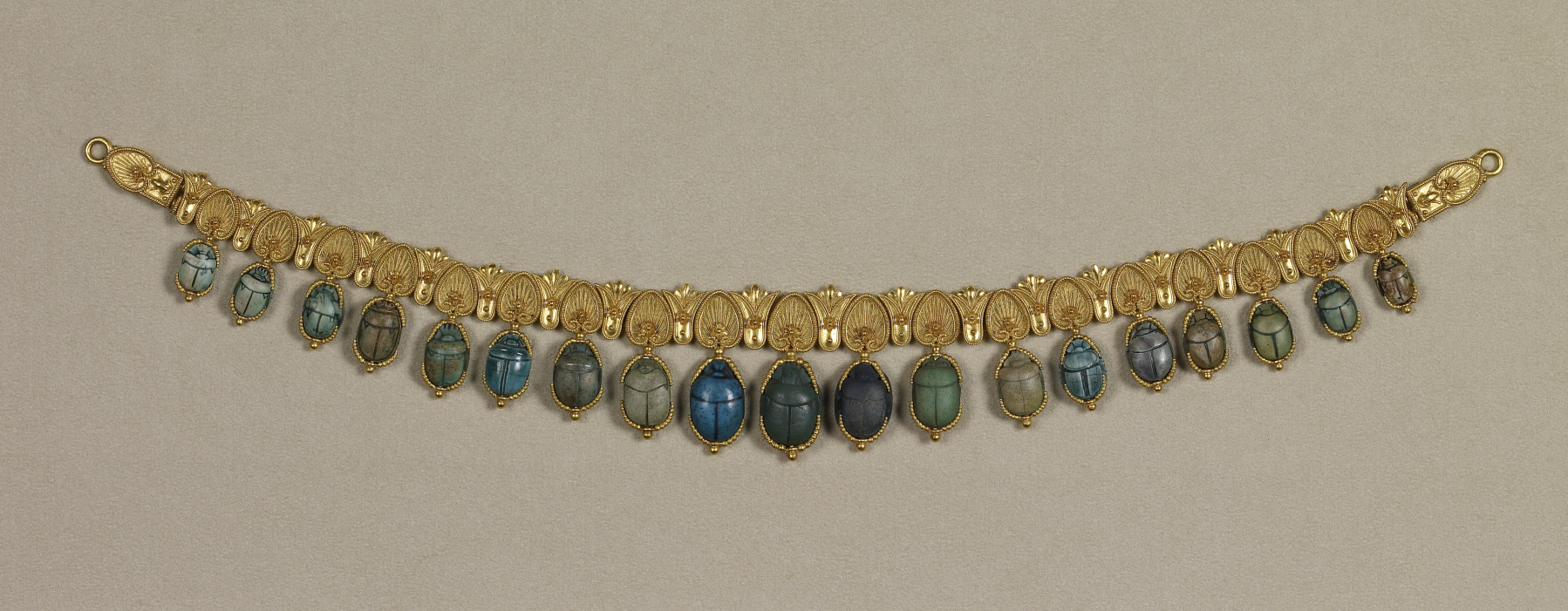
Colier cu scarabei; Giacinto Melillo; secolul al XIX-lea târziu-secolul al XX-lea timpuriu; aur, steatit și lapis lazuli; lungime: 36,8 cm; Muzeul de Artă Walters (Baltimore, SUA)
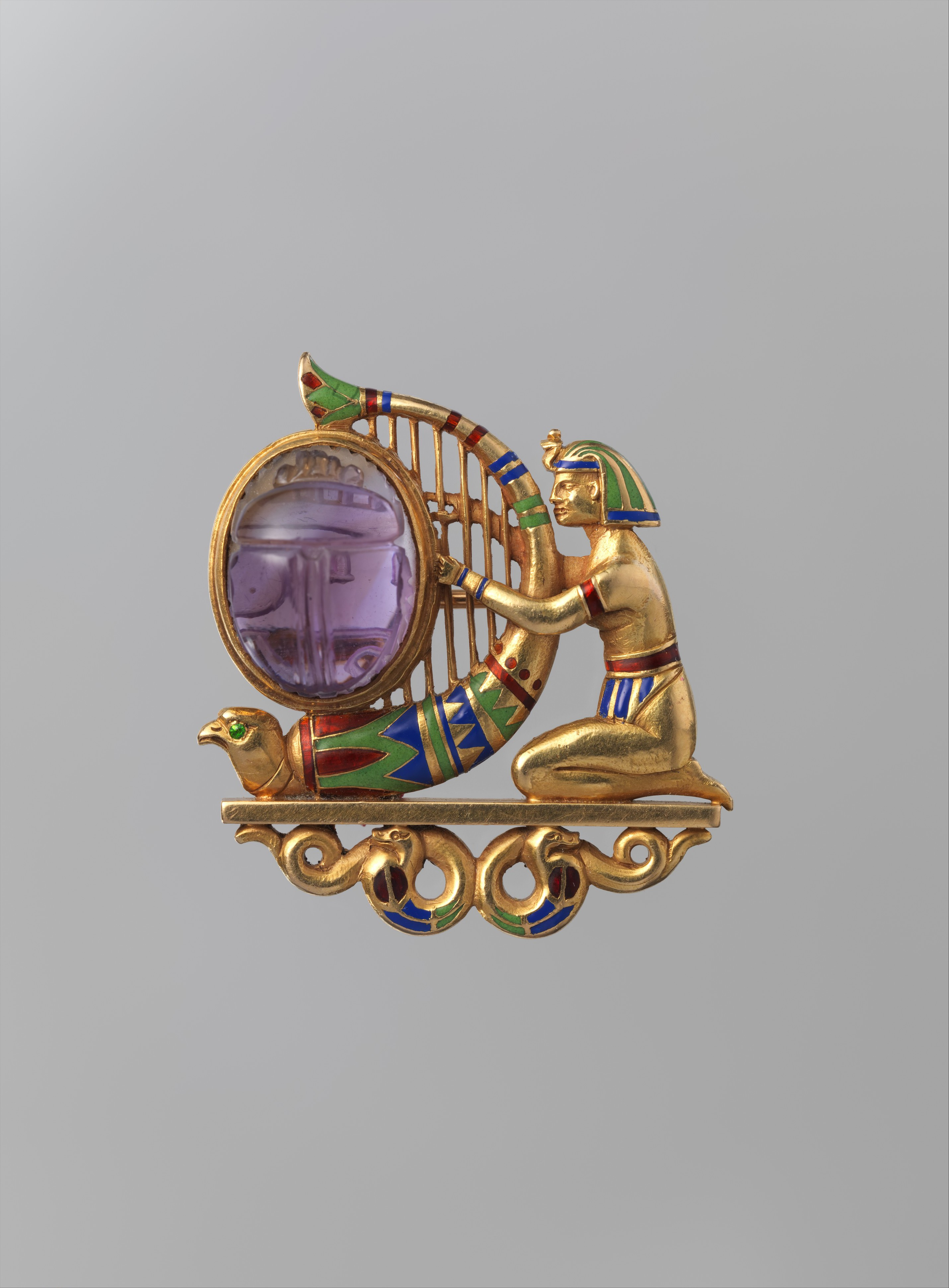
Broșă; circa 1900; aur, ametist, granat demantoid și email; 3,2 × 2,9 cm; Muzeul Metropolitan de Artă
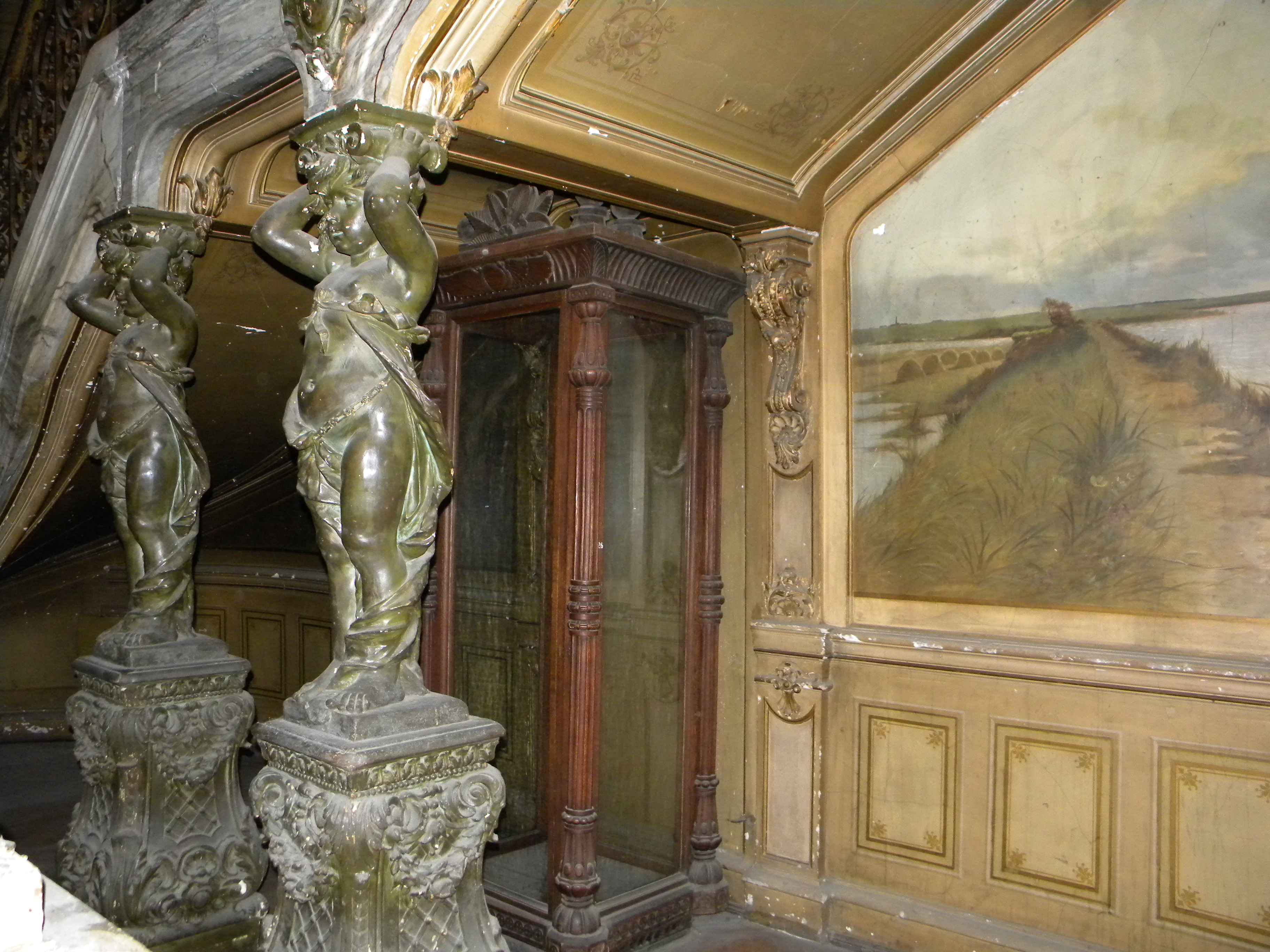
Vitrină cu coloane papiriforme la colțuri, în Casa Macca din București